# 达莱
达莱（法語：Dallet，法語發音：[dalɛ]）是法国多姆山省的一个旧市镇，属于克莱蒙费朗区。2019年，达莱与市镇默泽勒合并为新市镇阿列河畔米尔。

## 地理
达莱（45°46'14"N, 3°14'20"E）面积6.67 平方千米，位于法国奥弗涅-罗讷-阿尔卑斯大区多姆山省，该省份为法国中南部省份，北起阿列省接壤，东临卢瓦尔省，南至上盧瓦爾省和康塔爾省，西接科雷兹省和克勒兹省。
与达莱接壤的市镇（或旧市镇、城区）包括：蓬迪沙托、奥弗涅地区库尔农、朗德、默泽勒、韦尔泰宗。
达莱的时区为UTC+01:00、UTC+02:00（夏令时）。

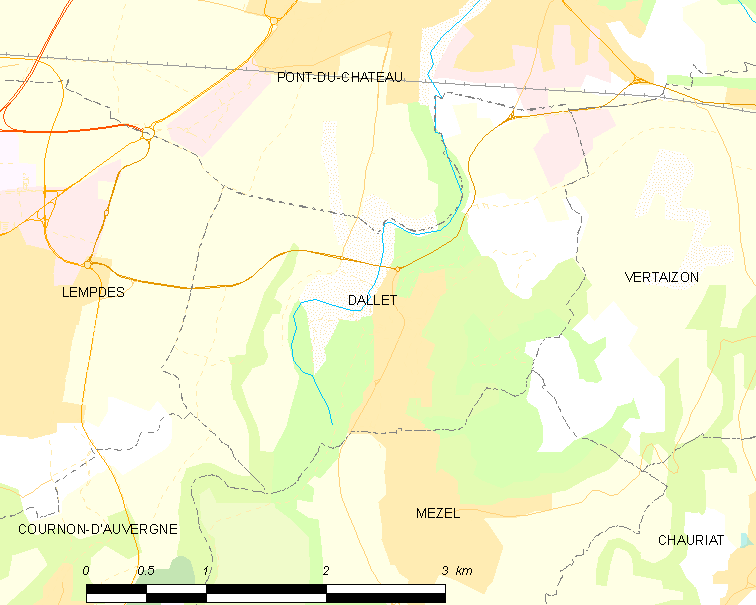
达莱的OSM定位图

## 行政
达莱的邮政编码为63111，INSEE市镇编码为63133。

## 政治
达莱所属的省级选区为蓬迪沙托县。

## 人口

1962-2008年间达莱人口变化图示

达莱于2018年1月1日时的人口数量为1501人。